# Apamea difflua
Apamea difflua är en fjärilsart som beskrevs av Charles Andreas Geyer 1837. Apamea difflua ingår i släktet Apamea och familjen nattflyn. Inga underarter finns listade i Catalogue of Life.